# Eduardo Saporiti
Eduardo Omar Saporiti (n. 29 de diciembre de 1954, Alcira Gigena, Córdoba, Argentina) es un exfutbolista argentino que jugaba como defensor. Se desempeñó 10 años en el River Plate de la Primera División de Argentina.

## Trayectoria
"El Sapo" llegó a River para el torneo Nacional en 1976 junto con el Nene Commisso desde Racing de Córdoba, para competir con Pablo Agustín Comelles, que había llegado el año anterior también desde Córdoba, pero desde Talleres. Comenzó siendo suplente, pero pronto se adueñó definitivamente de la camiseta 4, relegando a Comelles al banco.
Sus características principales eran la firmeza en la marca y la velocidad tanto para la marca, era prácticamente imposible superarlo en velocidad, como para la proyección y llegada al fondo para tirar el centro. Era prácticamente imposible superarlo en el uno contra uno. Defensor rendidor, muy querido por todos sus compañeros y respetado por sus rivales. En algunos momentos también podía cubrir el lateral izquierdo, e incluso en sus últimos años, cuando su puesto lo había ganado el Tapón Jorge Gordillo, jugaba eventualmente como primer marcador central. Tenía una velocidad poco común, el delantero que lograba eludirlo inmediatamente lo tenía encima otra vez en la marca, y si intentaba tirarla larga siempre el Sapo llegaba rimero para cerrar. Eso desmoralizaba siempre a los delanteros, que terminaban rindiéndose y eligiendo otros caminos para intentar desnivelar.
Fue titular indiscutido para Ángel Labruna y Alfredo Di Stéfano, y fue, junto con Reinaldo Merlo uno de los pocos sobrevivientes a la limpieza sistemática que hizo Rafael Aragón Cabrera entre 1981 y 1983 de todo el plantel multicampeón con Labruna. Pero con la llegada del Héctor Veira, Gordillo se adueñó del puesto, pero él se mantuvo dentro del primer equipo aportando su experiencia. A fines de 1986, después de la final en Tokio por la Copa Intercontinental, quedó libre y siguió su carrera en Racing antes de retirarse.
También estuvo presente y convocado por el director Técnico de la selección argentina de mayores para la Copa América sin sede fija año 1979.

## Clubes
| Club                   | País      | Año       |
| ---------------------- | --------- | --------- |
| Racing Club de Córdoba | Argentina | 1971-1975 |
| River Plate            | Argentina | 1976-1986 |
| Racing Club            | Argentina | 1987-1988 |

## Palmarés

### Torneos nacionales
| Título           | Club        | País      | Año     |
| ---------------- | ----------- | --------- | ------- |
| Primera División | River Plate | Argentina | M-1977  |
| Primera División | River Plate | Argentina | M-1979  |
| Primera División | River Plate | Argentina | N-1979  |
| Primera División | River Plate | Argentina | M-1980  |
| Primera División | River Plate | Argentina | N-1981  |
| Primera División | River Plate | Argentina | 1985/86 |

### Torneos internacionales
| Título                 | Club        | País      | Año  |
| ---------------------- | ----------- | --------- | ---- |
| Copa Libertadores      | River Plate | Argentina | 1986 |
| Supercopa Sudamericana | Racing Club | Argentina | 1988 |

## Reconocimientos
El 31 de agosto de 2008 se denominó al estadio del club Lutgardis Riveros de Alcira Gigena con el nombre de "Eduardo Omar Saporiti".